# Complesso residenziale Banco Urquijo
Il complesso residenziale Banco Urquijo anche conosciuto come complesso Raset-Freixa-Modolell è un complesso residenziale  costruito a Barcellona tra il 1967 e il 1973 su progetto dell'architetto catalano Josep Antoni Coderch.
Fu commissionato dal Banco Urquijo su un lotto rettangolare nella parte settentrionale della città in un'area che all'epoca era in forte espansione. Per questo progetto nel 1972 venne conferito a Coderch il premio FAD, un premio di architettura spagnolo.
Benché il piano regolatore prevedesse per il lotto l'edificazione di un edificio unico Coderch presentò un progetto composto da sei palazzine con due appartamenti per piano.
L'isolato è ordinato attorno ad un asse centrale, a lato del quale si dispongono simmetricamente i sei edifici, rapportandosi all'intorno con una soluzione distributiva alternativa alle regole di insediamento della parte alta della città. Tale asse è sottolineato dalla presenza di due rampe agli estremi che conducono al livello sottostante; ognuno dei corpi ha uno spazio di pertinenza sia a livello planimetrico che in alzato attraverso l'unicità dei volumi. La soluzione planimetrica testimonia la volontà di confrontarsi con lo spazio urbano attraverso una sorta di isolamento alla quota delle strade. I volumi degli edifici si staccano l'un l'altro confrontandosi con lo spazio a terra libero e chiuso al traffico; la "privatezza" di questo spazio rispetto alla città e all'intorno, è esaltato dal verde che lo riempie e lo ordina.
Il tema del rapporto tra tracciato stradale e forma della città è risolto attraverso la strutturazione di un basamento unico, che recupera il filo del lotto disponibile e diviene una sorta di grande elemento di mediazione della città.
All'occhio il complesso residenziale appare come una serie di solidi dal grande peso metrico e l'articolazione dei prospetti sembra ottenuta attraverso una sorta di scavo nella materia; tagli geometrici ad angolo retto intaccano il volume originario, ottenendo così piccoli balconi che si alternano agli ambienti vetrati e schermati dai frangisole in legno; in questi edifici sembra prevalere una orizzontalità ottenuta dallo sfalsamento di piani paralleli tra loro. La ricerca sulla pianta e la capacità di ottenere profondità lavorando su piani sfalsati consentono all'architetto di evitare la creazione dei patii interni, mantenendo così la compattezza dei blocchi.
L'organizzazione dell'interno presenta il locale di soggiorno passante su due terrazze opposte, una su strada e una all'interno.
Gli ambienti sono protetti all'esterno da grigliati fissi o apribili ad anta, composti da listoni di legno naturale verticali a sezione triangolare, fissati con viti su un telaio scatolare in ferro.
Negli anni successivi alla costruzione del Banco Urquijo, si realizzò anche un secondo progetto di Coderch: Las Cocheras.